# Kérdőív

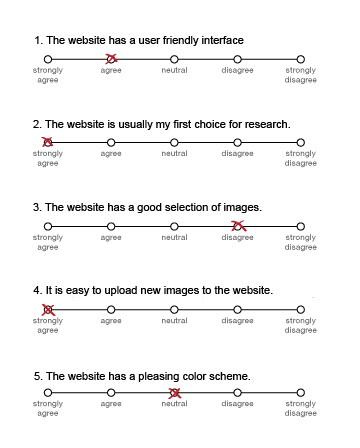
Kérdőív (angol). A képen minősítés skála látható.

A kérdőív számos tudományterület (elsősorban társadalomtudományok) adatgyűjtésre alkalmazott eszköze. A kérdőív szolgál az adatközlők válaszainak rögzítésére, általában strukturált, előre rögzített kérdéssorok mentén. A kérdőíveknek számos variációja alakult ki a modern adatgyűjtési eszközök támogatásával, így létezik postai kérdőív, telefonos kérdőív, online kérdőív valamint személyes megkérdezést támogató kérdőív. A személyes kérdőívek is többféle felületen jelenhetnek meg, így papíron (P2P - paper-and-pencil) vagy számítógépen (CAPI - Computer-Aided-Personal-Interview).

## Kérdéstípusok alapvető fajtái
- nyitott kérdések: nehéz a feldolgozása, saját véleményt is megfogalmazhat a válaszadó
- zárt kérdések: egyszerűbb a megfogalmazása, előre megfogalmazottak:
  - alternatív: 2 közül lehet választani (I-H)
  - szelektív: több válasz is lehetséges
  - skála: minősítési sorrend (1-5)

## Kérdőívszerkesztés szabályai
- egyszerű, bevezető kérdéssel kezdjünk, ami könnyen megválaszolható
- kevés kérdést tegyünk fel (10-12)
- változatos kérdéstípusokat alkalmazzunk
- rövid, tömör legyen a kérdés, olyan kifejezéseket használjunk, amely mindenki számára érthető
- a kérdések olyanok legyenek, hogy minden megkérdezett azonos módon értelmezze azokat
- a válaszadásra hagyott helynél, illetve a megadott válaszlehetőségek esetében minden szóba jöhető válaszra gondoljunk
- a kérdések ne befolyásolják a válaszadót
- fel kell hívni a figyelmet, hogy a válaszadás önkéntes
- ha a válaszadás név és cím nélkül történik, akkor tiszteletben kell tartani a válaszadó névtelenségét
- a válaszok alkalmasak legyenek a számszerű feldolgozásra, a kérdések megfogalmazásánál már tekintettel kell lenni ezekre
- technikájában is könnyű legyen a kérdések megfogalmazása ( pl: olyan kérdéseket kell feltenni, amelyeket aláhúzással, sorszámozással, 1-2 szó  beírásával ki lehet tölteni)
- a kérdőívnek fel kell keltenie az érdeklődést

A sorrend betartása fontos:
logikai sorrend betartása: azonos témájú kérdések összekapcsolása
lélektani sorrend: egyszerű kedvcsináló kérdéssel kezdeni, a személyes adatok megkérdezése a végére kerüljön
Kerülni kell a kérdésfeltevési hibákat:
- túl személyes kérdésnél -tól -ig határ
- megfoghatatlan fogalmak helyett konkrét fogalmak (néha helyett heti egyszer)
- kerüljük a megszámlálhatatlan dolgok megkérdezését (pl: hány könyv van otthon?)
- elfogult kérdéseket ne használjunk (pl: Helyesli-e a nyomorba taszító munkanélküliséget?)

## A kérdőív-tervezés szabályai
A jó kérdőív a vizsgálat minőségének záloga. A kérdések összeállításánál abból kell kiindulnunk, hogy milyen tények, vélemények, attitűdök feltárására van szükségünk a vizsgálat céljából. A kérdéseket nem kell feltétlenül direkt formában megfogalmazni, és célszerű ellenőrző kérdéseket is beépíteni, hogy következtethessünk a hamis válaszokra.
Rendkívül nehéz jó kérdőívet készíteni, elrontani ellenben nagyon könnyű – a kérdőív alkalmatlansága jellemzően a 100. megkérdezettnél derül ki.

## A kérdőív-tervezés lépései
- Mi a keresett információ?
- Mi lesz a kérdezési módszer?
- Milyen kérdéseket ért meg a válaszadó? Mik legyenek a kérdések?
- Mi legyen a kérdések sorrendje?
- Hogyan nézzen ki a kérdőív?
- Legyen-e tesztfázis?

1. lépés: tisztáznunk kell a kérdőív alkalmazásának célját
Pontosan meg kell fogalmaznunk, mire vagyunk kíváncsiak, miről szeretnénk meggyőződni. Például:
- Vendégelégedettségi kérdőív összeállítása
- Kérdőív összeállítása szolgáltatásfejlesztéshez a vendégek részére
- Kérdőív a szálloda vagy vendéglátó egység munkatársai részére

Soha ne kezdjünk addig hozzá a kérdőív megszerkesztéséhez, amíg pontosan meg nem határoztuk a kutatás céljait (a kutatás tárgyát), a hipotéziseket, nem határoztuk meg a kutatás alanyait.
2. lépés: a kérdezés módjának megválasztása
Ez lehet a kérdező által kitöltött, illetve a megkérdezettek által önállóan kitöltött kérdőív. A kérdőívet a megkérdezettek kitölthetik csoportosan – például egy rendezvény alkalmával – vagy egyénileg. Mindegyik esetben szükséges az anonimitást garantálni. Ez történhet válaszboríték használatával, amit a megkérdezettek a kérdőívvel együtt megkapnak, de történhet telefonon, e-mail-ben, interneten, vagy személyesen helyben a szállodában, étteremben.
3. lépés: a kérdőív szerkezete
Nagyon fontos a megszólítás, a felmérés céljának közlése. Ezen múlhat az együttműködési készség, az őszinte, felelős válaszadás kiváltása. Itt kell tájékoztatni a megkérdezetteket az anonimitás garantálásáról, a részvétel önkéntességéről. A bevezető részben kell informálni az érintetteket a kitöltés módjáról, – célszerű illusztrálni is – a kitöltött kérdőívvel kapcsolatos teendőkről, a határidőről, a kitöltés várható időigényéről, az esetleges visszajelzés várható idejéről, formájáról, hogy ki kinek a megbízásából végzi a megkérdezést, és mi lesz az összegyűjtött adatok sorsa.
A következő részbe kerülnek a kérdések, állítások. Itt először a bevezető kérdéseket vegyük sorra, amelyek fontos szerepet játszanak az érdeklődés felkeltésében. (Alkalmazhatunk, pl. ábrát, grafikont stb., pl. a szolgáltatások minőségének időbeli változását – javulás, romlás, stagnálás – mutathatjuk be, és kérhetjük erről a megkérdezettek véleményét az ábrázolt változásokról.) Ezt követhetik a számunkra legfontosabb információk megkérdezése. Ilyen lehet a szolgáltató stratégiájának, programjainak ismerete, elégedettség a különböző szolgáltatásokkal stb. Végezetül jönnek a levezető kérdések. Ez utóbbi funkciót jól betölthetik a témakör szempontjából releváns nyitott kérdések (pl. soroljon fel három olyan dolgot, amelyeket a szolgáltató erősségének/gyenge pontjának tart stb.)
A kitöltő személyére vonatkozó adatokat (nem, életkor, szak, egyéb információ, ami mentén a későbbiekben elemzést akarunk végezni) a kérdőív elejére és végére egyaránt elhelyezhetjük. A kérdőív végén soha ne mulasszuk el megköszönni a közreműködést, a válaszadást.
4. lépés: a kérdések, állítások megfogalmazása
Törekedni kell arra, hogy a megszövegezés (szóhasználat) azonosan legyen értelmezhető a kérdező és a kérdezettek számára (az önkitöltős kérdőíveknél ez kiemelkedő jelentőségű). Használjunk egyértelmű kifejezéseket, kerüljük a szakzsargont, ne alkalmazzunk kettős állításokat. Sok esetben fontos lehet, hogy a kérdezett választhassa a „nem tudom” vagy „nem értelmezhető” választ is.
A kérdőíven nyitott vagy zárt kérdéseket alkalmazhatunk. A zárt kérdések esetében megadjuk a válaszlehetőségeket, és a kérdezett ezek közül jelölhet meg egyet vagy többet (összhangban a kitöltési útmutatóval). A zárt kérdéseket érdemes alkalmazni akkor, ha a válaszlehetőségek jól behatárolhatók, illetve ezek segíthetik egy hipotézis ellenőrzését. A zárt kérdések feldolgozása egyszerűbb. A nyitott kérdéseket akkor érdemes használni, ha arra vagyunk kíváncsiak, hogy a kérdezettnek mi jut eszébe a kérdés alapján, és nem akarjuk előre adott válaszokkal korlátozni a gondolkodását. A két kérdéstípust együttesen is alkalmazhatjuk.
Egy vendégelégedettségi vizsgálat során valószínűleg a kérdések nagyobb része lehet zárt, hiszen a különböző szolgáltatásokkal való elégedettség ezek segítségével jól értékelhető. Az igények feltárása szükségessé teheti a nyitott kérdések alkalmazását is, hiszen éppen itt fordulhat elő, hogy a kérdőív szerkesztője nem gondol olyan szolgáltatásokra, amiket a vendégek közül többen szeretnének igénybe venni a jövőben.
A kérdések megfogalmazásával kapcsolatban alapvető elvárás, hogy legyenek rövidek és egyszerűek, könnyen érthetők.
A kérdések típusai:
- nyitott kérdés: 
  - saját szavaival kell válaszolnia a feltett kérdésre
  - akkor jobb használni, ha azt vizsgáljuk, hogy a válaszadó miért érez valamit, vagy miért hoz meg bizonyos döntéseket
  - ha van mód rá, akkor az önkitöltős kérdőíveknél a nyitott kérdéseket kerüljük
- zárt kérdés: előre rögzített válaszlehetőségek állnak a kérdőíven
  - A kérdés: érzelmek, attitűdök, mérését, pozitív vagy negatív voltát számszerűsíthetjük ezzel az egyszerű, de szellemes módszerrel. Sokféle típusa létezik (ordinális skála, intervallum skála, arány skála, nominális skála). A leggyakoribb, hogy az iskolai osztályozás mintájára 1-es és 5-ös között osztályoztatjuk le a megkérdezettekkel a vizsgált jelenséget. Ügyelni kell a skála szimmetriájára, tehát arra, hogy a semleges attitűdöt kifejező középső válaszhoz képest ugyanannyi pozitív és negatív hozzáállást kifejező választ legyen. A skálafokozatok száma ezért általában páratlan. Ha nincs közepe a skálának, akkor a válaszadónak dönteni kell, hogy pozitív vagy negatív hozzáállást kifejező választ adjon.  Ez nehezíti a válaszadást.

A választás annál nehezebb, minél nagyobb a skálafokozatok száma, ezért a gyakorlatban 7-8 fokozatnál többet ritkán használnak.  
Likert-skála: ahol egy állítással való egyetértés mértékét, vagy egy vélemény helyeslését kell a válaszadónak kifejeznie.  A kérdőívszerkesztőnek csak az állítást kell meghatároznia, maga a skála mindig ugyanaz:
- Teljes mértékben egyetértek
- Nagyrészt egyetértek
- Csak kismértékben értek egyet
- Közömbös számomra
- Nem túlságosan értek egyet
- Nagyrészt nem értek egyet
- Egyáltalán nem értek egyet

5. lépés: a kérdőív formája
Törekedjünk a rövid, áttekinthető, esztétikus forma kialakításra. Zárt kérdések esetén legyen könnyen kezelhető a válaszadás (karikázás, ikszelés stb.). Nyitott kérdések esetében legyen elegendő hely a válaszadásra. Gondoljunk az adatrögzítőre is, legyen könnyen áttekinthető a válaszadás. Az egyértelműségen túl fontos a nyelvileg igényes, a célcsoporthoz igazodó nyelv- és szóhasználat.
6. lépés: kismintás kipróbálás
Érdemes 15-30 fővel kitöltetni a kérdőívet, és utána megbeszélni az érintettekkel az állításokat. Ez segítheti, hogy az „éles” alkalmazás során valóban azonosan értelmezzék a megkérdezettek a kérdéseket, állításokat.
Az írásbeli kérdőívek szerkesztésének aranyszabályai:
- a kérdéseket a legközérthetőbben kell megfogalmazni (12 évesek szintje)
- a kérdések legyenek egyértelműek, nyelvezetük legyen érthető mindenki számára
- a kérdések ne sugalljanak semmiféle választ
- a kérdéseknek nem szabad bizonytalannak, félreérthetőnek lenniük
- a kérdések ne állítsák megoldhatatlan feladatok elé a kitöltőket
- ne tegyék lehetővé, hogy a válaszadók megismételjenek egy-egy választ
- a szakmai műszavakat, kifejezéseket kerülni kell, hacsak nem elengedhetetlen alkalmazásuk (ilyenkor értelmező megjegyzést kell tenni)
- előnyben kell részesíteni a zárt kérdéseket, hiszen az információk egyszerűbben csoportosíthatók és egyszerűbben feldolgozhatók
- az indító kérdéseknek általános jellegűeknek kell lenni, majd fokozatosan kell áttérni az egyre specifikusabbakra, a végére célszerű hagyni a személyes kérdéseket
- egyértelmű kitöltési útmutatót is mellékelni kell a kérdőív mellé